# Parartemia
Parartemia é um género de crustáceo da família Branchipodidae.
Este género contém as seguintes espécies:
- Parartemia contracta